# Curiosity Shop
Curiosity Shop  è una serie televisiva statunitense trasmessa per la prima volta nel 1971 sulla ABC. È una serie per bambini del genere educativo che capitalizzava il successo di Sesamo apriti.
Sponsorizzata dall'azienda Kellogg, Curiosity Shop veniva trasmessa il sabato mattina dall'11 settembre 1971 al 6 gennaio 1973. Il programma prevedeva tre bambini curiosi (due ragazzi e una ragazza) che ogni settimana visitavano un negozio popolato da pupazzi animati e gadget vari, scoprendo cose interessanti sulla scienza, sulla natura, sulla storia e su altri argomenti. Ogni trasmissione di un'ora copriva un tema specifico: musica, abbigliamento, danza, meteorologia, i cinque sensi, lo spazio, il tempo, e così via.
Il produttore esecutivo fu l'animatore Chuck Jones che contribuì ad animare due personaggi, il professore S.I. Trivia, un occhialuto "topo di biblioteca", sempre pronto a fornire la definizione delle parole che i bambini non conoscono, e  Monsueir Cou Cou, un uccello con accento francese, il cui slogan era: "That's right!". Nello show venivano presentati anche diversi cartoni animati.
John Levin e Kerry McLane interpretarono Gerard e Ralph, i due ragazzi. Ad alternarsi nel ruolo della ragazza furono Pamelyn Ferdin nel ruolo di Pam e Campi Jerelyn nel ruolo di Cindy. Barbara Minkus fece qualche apparizione nel ruolo di Gittle, una strega che appariva magicamente ogni volta che qualcuno pronunciava una frase che includeva "which".
La serie fu prodotta da Format Films e Sandler-Burns-Marmer Productions. e trasmessa negli Stati Uniti nel 1971 sulla rete televisiva ABC.

## Personaggi
- Baron Balthazar, interpretato da Mel Blanc.
- Pam, interpretato da	Pamelyn Ferdin.
- Gerard, interpretato da John Levin.
- Ralph, interpretato da	Kerry MacLane.
- Gittel, la strega, interpretata da	Barbara Minkus.
- Mr. Wizard , interpretato da	Don Herbert.
- Mr. Jones, interpretato da	Chuck Jones.
- Cindy, interpretato da	Jere Fields.

Tra gli attori del cast: Vincent Price, June Foray, Bob Holt.